# Kimmo Huotelin
Kimmo Huotelin, född 2 september 1974, är en finländsk bandyspelare.
Kimmo Huotelin gör säsongen 2007/2008 sin nionde säsong för Edsbyns IF. Han har varit med och blivit svensk mästare för klubben vid tre tillfällen. 2004,2005 samt 2006. Säsongen 2006/2007 spelade han hemma i Finland för sin moderklubb Kampparit. Kimmo Huotelin har även representerat Målilla GoIF innan han kom till Edsbyns IF 1998.
Han har även varit med och vunnit Finlands hittills enda VM-guld i bandy 2004.